# 全高速缓存访存模型
全高速缓存访存模型（Cache-Only Memory Access, COMA） 是NUMA的一种特例，其中各处理器节点无存储层次之分，各个处理器所带的高速缓存就构成的全部地址空间。

## 参阅
- 并行计算